# Adenozin-monofosfat
Adenozin monofosfat (AMP), ili 5'-adenilna kiselina, je nukleotid koji je RNK gradivni blok. Ovo jedinjenje je ester fosforne kiseline i nukleozida adenozina. AMP se sastoji od fosfatne grupe, šećera riboze, i nukleobaze adenina. Kao supstituent on se označava prefiksom adenilil-.

## Proizvodnja i degradacija
se može proizvesti tokom  sinteze enzimom adenilat kinaza kombinovanjem dva  molekula:
Alternativno AMP se može proizvesti hidrolizom jedne visokoenergijske fosfatne ADP veze:
AMP može takođe biti formiran hidrolizom  u AMP i pirofosfat:
Kad se RNK razlaže u živim sistemima, nukleozid monofosfati, poput adenozin monofosfata, se formiraju.
AMP se može regenerisati u ATP na sledeći način:
 (adenilat kinaza u suprotnom pravcu)
 (ovaj step se najčešće izvodi u aerobima putem ATP sintaze tokom oksidativne fosforilacije)
AMP može biti konvertovan u  enzimom mioadenilat deaminaza, odstranjenjem jedne amino grupe.
U kataboličkim putevima, adenozin monofosfat može biti konvertovan u uričnu kiselinu, koja se izlučuje iz tela.

## Dodatna literatura
- Ming D, Ninomiya Y, Margolskee RF (1999). „Blocking taste receptor activation of gustducin inhibits gustatory responses to bitter compounds”. Proc. Natl. Acad. Sci. U.S.A. 96 (17): 9903—8. PMC 22308 . PMID 10449792.
- Кораћевић, Даринка; Бјелаковић, Гордана; Ђорђевић, Видосава. Биохемија. савремена администрација. ISBN 978-86-387-0622-8.

## Spoljašnje veze
- Adenosine+monophosphate на 